# Ivan Kley
Ivan Kley (Novo Hamburgo, 29 giugno 1958 – Itajaí, 3 aprile 2025) è stato un tennista brasiliano.

## Biografia
In carriera vinse un titolo di doppio, il Madrid Tennis Grand Prix nel 1985, in coppia con il connazionale Givaldo Barbosa. Nei tornei del Grande Slam ottenne il suo miglior risultato raggiungendo il terzo turno di doppio misto all'Open di Francia nel 1985, in coppia con la statunitense Pam Teeguarden.
In Coppa Davis giocò un totale di 5 partite, riportando altrettante sconfitte.
Ivan Kley è morto nel 2025, per tromboembolia polmonare.

## Vita privata
Era padre del cantante Vitor Kley.  Dal suo matrimonio nacque anche un altro figlio maschio, Bruno.

## Statistiche

### Doppio

#### Vittorie (1)
| Numero | Anno           | Torneo                           | Superficie  | Compagno        | Avversari in finale       | Punteggio |
| 1.     | 19 maggio 1985 | Madrid Tennis Grand Prix, Madrid | Terra rossa | Givaldo Barbosa | Jorge Bardou Alberto Tous | 7-6, 6-4  |

#### Finali perse (1)
| Numero | Anno           | Torneo                                    | Superficie  | Compagno        | Avversari in finale     | Punteggio |
| 1.     | 12 maggio 1985 | WCT Tournament of Champions, Forest Hills | Terra rossa | Givaldo Barbosa | Ken Flach Robert Seguso | 5-7, 2-6  |